# RuPaul's Drag Race (mùa 14)
Mùa thứ mười bốn của RuPaul's Drag Race bắt đầu phát sóng vào ngày 7 tháng 1 năm 2022. Đây là mùa thi cuối cùng được phát sóng trên kênh VH1 của Hoa Kỳ.

## Thí sinh
Số liệu tại thời điểm ghi hình:
| Thí sinh                   | Tuổi tác | Quê nhà                  | Kết quả    |
| -------------------------- | -------- | ------------------------ | ---------- |
| Willow Pill                | 26       | Denver, Colorado         | Quán quân  |
| Lady Camden                | 31       | Sacramento, California   | Á quân     |
| Angeria Paris VanMicheals  | 27       | An toànlanta, Georgia    | Hạng 3/4/5 |
| Bosco                      | 28       | SeAn toàntle, Washington | Hạng 3/4/5 |
| Daya Betty                 | 25       | Springfield, Missouri    | Hạng 3/4/5 |
| DeJa Skye                  | 31       | Fresno, California       | Hạng 6/7   |
| Jorgeous                   | 21       | San Antonio, Texas       | Hạng 6/7   |
| Jasmine Kennedie           | 22       | New York City, New York  | Hạng 8     |
| Kerri Colby                | 24       | Los Angeles, California  | Hạng 9     |
| Maddy Morphosis            | 26       | Fayetteville, Arkansas   | Hạng 10    |
| Orion Story                | 25       | Grand Rapids, Michigan   | Hạng 11    |
| Kornbread "The Snack" Jeté | 29       | Los Angeles, California  | Hạng 12    |
| Alyssa Hunter              | 26       | CAn toànaño, Puerto Rico | Hạng 13    |
| June Jambalaya             | 29       | Los Angeles, California  | Hạng 14    |

Ghi chú
1. ↑  Daya Betty trước đó bị loại ở hạng 13/14, nhưng được quay trở lại cuộc thi.
2. ↑  Orion Story trước đó bị loại ở hạng 13/14, nhưng được quay trở lại cuộc thi.
3. ↑  Kornbread "The Snack" Jeté rời cuộc thi vì lí do sức khoẻ.

## Bảng loại trừ
| Thí sinh                   | Tập       | Tập       | Tập       | Tập       | Tập       | Tập       | Tập     | Tập       | Tập       | Tập       | Tập     | Tập       | Tập       | Tập       | Tập   | Tập       |
| Thí sinh                   | 1         | 2         | 3         | 4         | 5         | 6         | 7       | 8         | 9         | 10        | 11      | 12        | 13        | 14        | 15    | 16        |
| -------------------------- | --------- | --------- | --------- | --------- | --------- | --------- | ------- | --------- | --------- | --------- | ------- | --------- | --------- | --------- | ----- | --------- |
| Willow Pill                | CAO       |           | THẮNG     | CAO       | An toàn   | An toàn   | CAO     | An toàn   | CAO       | Nguy hiểm | An toàn | CAO       | CAO       | Nguy hiểm | Khách | QUÁN QUÂN |
| Lady Camden                |           | CAO       | An toàn   | An toàn   | CAO       | CAO       | THẮNG   | THẤP      | An toàn   | Nguy hiểm | An toàn | THẮNG     | CAO       | THẮNG     | Khách | Á QUÂN    |
| Angeria Paris VanMicheals  |           | THẮNG     | CAO       | THẮNG     | CAO       | CAO       | An toàn | CAO       | An toàn   | Nguy hiểm | An toàn | An toàn   | An toàn   | Nguy hiểm | Khách | LOẠI      |
| Bosco                      | CAO       |           | An toàn   | An toàn   | THẮNG     | An toàn   | CAO     | An toàn   | THẮNG     | Nguy hiểm | An toàn | CỨU       | THẮNG     | THẤP      | Khách | LOẠI      |
| Daya Betty                 |           | LOẠI      | An toàn   | An toàn   | An toàn   | An toàn   | TOP2    | THẮNG     | THẤP      | Nguy hiểm | An toàn | CAO       | Nguy hiểm | CAO       | Khách | LOẠI      |
| DeJa Skye                  |           | Nguy hiểm | An toàn   | CAO       | An toàn   | THẤP      | An toàn | CAO       | CAO       | THẮNG     | Khách   | THẤP      | LOẠI      |           | Khách | Khách     |
| Jorgeous                   |           | CAO       | CAO       | An toàn   | Nguy hiểm | THẮNG     | CAO     | An toàn   | Nguy hiểm | Nguy hiểm | An toàn | Nguy hiểm | LOẠI      |           | Khách | Khách     |
| Jasmine Kennedie           |           | An toàn   | An toàn   | An toàn   | THẤP      | Nguy hiểm | CAO     | Nguy hiểm | Nguy hiểm | Nguy hiểm | LOẠI    |           |           |           | Khách | Khách     |
| Kerri Colby                | An toàn   |           | An toàn   | Nguy hiểm | An toàn   | An toàn   | An toàn | LOẠI      |           |           |         |           |           |           | Khách | Khách     |
| Maddy Morphosis            |           | THẤP      | Nguy hiểm | An toàn   | An toàn   | LOẠI      |         |           |           |           |         |           |           |           | Khách | Khách     |
| Orion Story                | LOẠI      |           | THẤP      | An toàn   | LOẠI      |           |         |           |           |           |         |           |           |           | Khách | Khách     |
| Kornbread "The Snack" Jeté | THẮNG     |           | An toàn   | THẤP      | RỜI       |           |         |           |           |           |         |           |           |           | Khách | MISS C    |
| Alyssa Hunter              | THẤP      |           | An toàn   | LOẠI      |           |           |         |           |           |           |         |           |           |           | Khách | Khách     |
| June Jambalaya             | Nguy hiểm |           | LOẠI      |           |           |           |         |           |           |           |         |           |           |           | Khách | Khách     |

      Thí sinh thắng RuPaul's Drag Race.
     Thí sinh về nhì
     Thí sinh bị loại trong đêm chung kết
     Thí sinh đạt danh hiệu "Hoa hậu thân thiện" (Miss Congeniality)
     Thí sinh thắng thử thách.
     Thí sinh thuộc top 2 người xuất sắc nhất và thắng cả màn Lipsync
     Thí sinh thuộc top 2 người xuất sắc nhất nhưng thua màn Lipsync
     Thí sinh thắng vòng đầu tiên của LaLaPaRuZa Lip Sync Smackdown.
     Thí sinh thắng vòng thứ hai của LaLaPaRuZa Lip Sync Smackdown.
     Thí sinh thắng vòng thứ ba của LaLaPaRuZa Lip Sync Smackdown.
     Thí sinh nhận đánh giá tích cực và an toàn.
     Thí sinh an toàn
     Thí sinh nhận đánh giá tiêu cực nhưng an toàn.
     Thí sinh rơi vào nhóm nguy hiểm.
     Thí sinh bị loại.
     Thí sinh ban đầu bị loại nhưng được cứu bởi Gold Bar.
     Thí sinh rời cuộc thi vì lí do sức khoẻ.
     Thí sinh được bình chọn làm Golden Bootie của mùa bởi Ru.

## Lip syncs
| Tập | Thí sinh                                               | Thí sinh                                               | Thí sinh                                               | Bài hát                                                                               | Bị loại                   |
| --- | ------------------------------------------------------ | ------------------------------------------------------ | ------------------------------------------------------ | ------------------------------------------------------------------------------------- | ------------------------- |
| 1   | June Jambalaya                                         | vs.                                                    | Orion Story                                            | "WAn toàner Me" (Lizzo)                                                               | Orion Story               |
| 2   | Daya Betty                                             | vs.                                                    | Deja Skye                                              | "Fallin'" (Alicia Keys)                                                               | Daya Betty                |
| 3   | June Jambalaya                                         | vs.                                                    | Maddy Morphosis                                        | "I Love It" (Kylie Minogue)                                                           | June Jambalaya            |
| 4   | Alyssa Hunter                                          | vs.                                                    | Kerri Colby                                            | "Play" (Jennifer Lopez)                                                               | Alyssa Hunter             |
| 5   | Jorgeous                                               | vs.                                                    | Orion Story                                            | "My Head & My Heart" (Ava Max)                                                        | Orion Story               |
| 6   | Jasmine Kennedie                                       | vs.                                                    | Maddy Morphosis                                        | "Suga Mama" (Beyoncé)                                                                 | Maddy Morphosis           |
| Tập | Thí sinh                                               | Thí sinh                                               | Thí sinh                                               | Bài hát                                                                               | Người chiến thắng         |
| 7   | Daya Betty                                             | vs.                                                    | Lady Camden                                            | "One Way or Another" (Blondie)                                                        | Lady Camden               |
| Tập | Thí sinh                                               | Thí sinh                                               | Thí sinh                                               | Bài hát                                                                               | Bị loại                   |
| 8   | Jasmine Kennedie                                       | vs.                                                    | Kerri Colby                                            | "Un-Break My Heart (Remix)" (Toni Braxton, Hex Hector)                                | Kerri Colby               |
| 9   | Jasmine Kennedie                                       | vs.                                                    | Jorgeous                                               | "Something's Got a Hold on Me" (Etta James)                                           | Không có                  |
| Tập | Thí sinh                                               | Thí sinh                                               | Thí sinh                                               | Bài hát                                                                               | Người chiến thắng         |
| 11  | Daya Betty                                             | vs.                                                    | Jasmine Kennedie                                       | "Respect" (Aretha Franklin)                                                           | Daya Betty                |
| 11  | Bosco                                                  | vs.                                                    | Willow Pill                                            | "Never Too Much" (Luther Vandross)                                                    | Willow Pill               |
| 11  | Angeria Paris VanMicheals vs. Jorgeous vs. Lady Camden | Angeria Paris VanMicheals vs. Jorgeous vs. Lady Camden | Angeria Paris VanMicheals vs. Jorgeous vs. Lady Camden | "Radio" (Beyoncé)                                                                     | Jorgeous                  |
| 11  | Bosco                                                  | vs.                                                    | Lady Camden                                            | "Don't Let Go (Love)" (En Vogue)                                                      | Lady Camden               |
| 11  | Angeria Paris VanMicheals                              | vs.                                                    | Jasmine Kennedie                                       | "Love Don't Cost a Thing" (Jennifer Lopez)                                            | Angeria Paris VanMicheals |
| 11  | Thí sinh                                               | Thí sinh                                               | Thí sinh                                               | Bài hát                                                                               | Bị loại                   |
| 11  | Bosco                                                  | vs.                                                    | Jasmine Kennedie                                       | "Swept Away" (Diana Ross)                                                             | Jasmine Kennedie          |
| 12  | Bosco                                                  | vs.                                                    | Jorgeous                                               | "Heartbreak Hotel (Remix)" (Whitney Houston, Hex Hector ft. Faith Evans, Kelly Price) | Bosco                     |
| 13  | Daya Betty vs. DeJa Skye vs. Jorgeous                  | Daya Betty vs. DeJa Skye vs. Jorgeous                  | Daya Betty vs. DeJa Skye vs. Jorgeous                  | "Good 4 U" (Olivia Rodrigo)                                                           | DeJa Skye                 |
| 13  | Daya Betty vs. DeJa Skye vs. Jorgeous                  | Daya Betty vs. DeJa Skye vs. Jorgeous                  | Daya Betty vs. DeJa Skye vs. Jorgeous                  | "Good 4 U" (Olivia Rodrigo)                                                           | Jorgeous                  |
| 14  | Angeria Paris VanMicheals                              | vs.                                                    | Willow Pill                                            | "Telephone" (Lady Gaga ft. Beyoncé)                                                   | Không có                  |
| Tập | Thí sinh                                               | Thí sinh                                               | Thí sinh                                               | Bài hát                                                                               | Người chiến thắng         |
| 16  | Lady Camden                                            | vs.                                                    | Willow Pill                                            | "Gimme! Gimme! Gimme! (A Man After Midnight)" (Cher)                                  | Willow Pill               |

     Thí sinh thắng màn Lipsync để chiến thắng mùa giải.
     Thí sinh thắng màn Lipsync để chiến thắng tập.
     Thí sinh thắng vòng đầu tiên của LaLaPaRuZa Lip Sync Smackdown.
     Thí sinh thắng vòng thứ hai của LaLaPaRuZa Lip Sync Smackdown.
     Thí sinh bị loại sau lần đầu rơi vào nhóm nguy hiểm.
     Thí sinh bị loại sau lần thứ hai rơi vào nhóm nguy hiểm.
     Thí sinh bị loại sau lần thứ ba rơi vào nhóm nguy hiểm.
     Thí sinh bị loại sau lần thứ tư rơi vào nhóm nguy hiểm.
     Thí sinh bị loại sau lần thứ năm rơi vào nhóm nguy hiểm.
     Thí sinh ban đầu bị loại nhưng được cứu bởi Gold Bar.